# 北京圣巴多罗买日屠杀

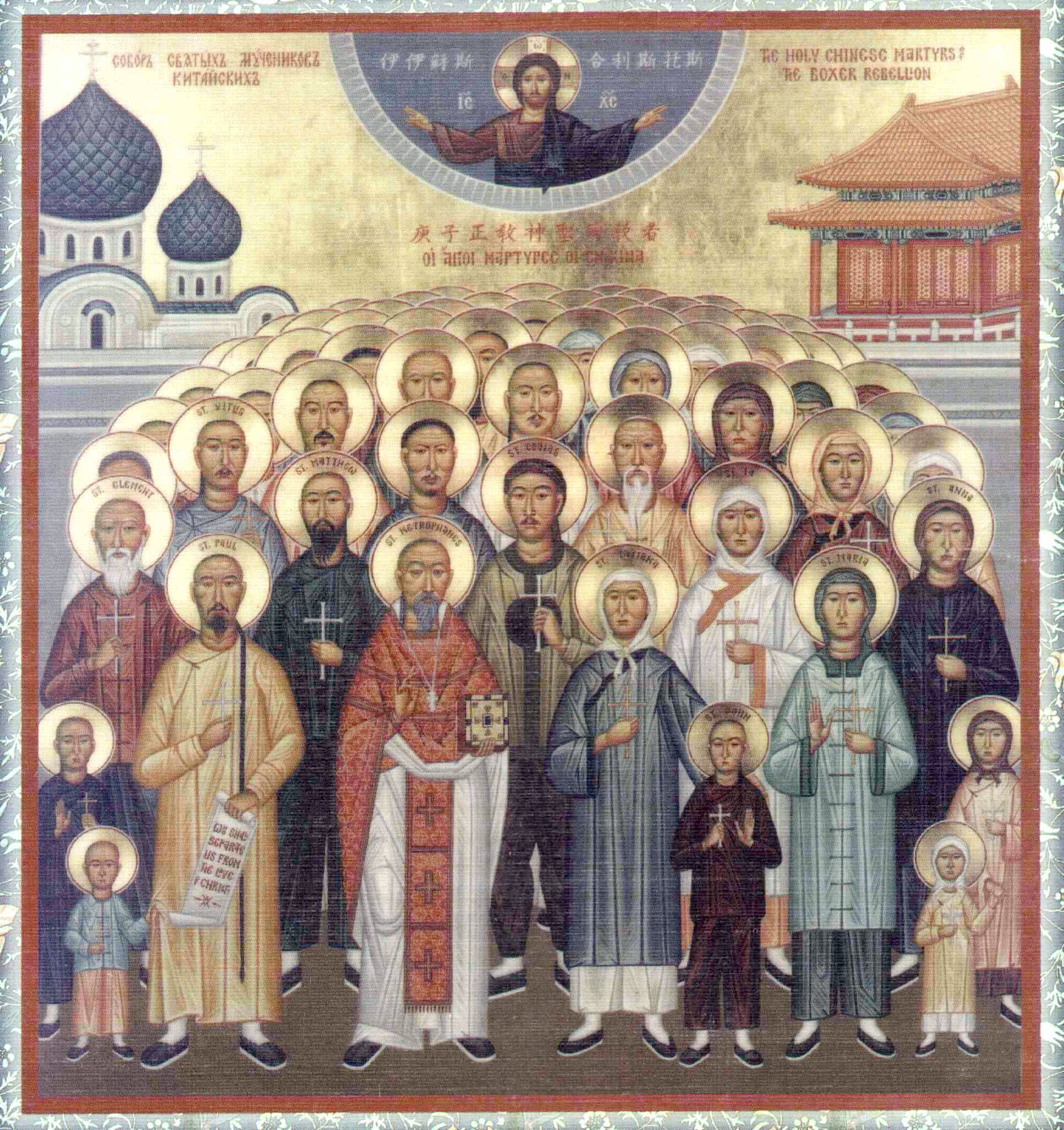
俄罗斯正教会册封的“庚子正教神圣殉教者”

“北京圣巴多罗买日屠杀”（俄語：Варфоломеевская ночь в Пекине）是指1900年6月23日夜至6月24日义和团运动期间在中国发生的事件，当时义和团在北京屠杀东正教徒（驻留在使馆区者除外）。
目击者回忆称：“他们[基督徒]的下场极其可怕。有人被剖腹、斩首，或活活烧死在家中。” 此次“北京的圣巴多罗买之夜”的起因是中国人及义和团对欧洲人的仇恨——这些欧洲人除了传教之外，还积极干预清帝国的经济事务。
在这场屠杀中牺牲的东正教基督徒于1902年被俄罗斯正教会封为中华殉道圣人，并被列入圣徒之列。早在1903年，便已为他们举行纪念礼拜。